# Нам Тхэ Хи
Нам Тхэ Хи (кор. 남태희; род. 3 июля 1991, Пусан) — южнокорейский футболист, полузащитник катарского клуба «Аль-Духаиль» и сборной Республики Корея.

## Карьера

### Клубная
Воспитанник южнокорейского «Ульсан Хёндэ» и английского «Рединга». Первым профессиональным клубом Нам Тхэ Хи стал французский «Валансьен». Полузащитник дебютировал в команде 8 августа 2009 года в матче против «Нанси», заменив на 63-й минуте встречи Хосе Саэса. Всего Нам Тхэ Хи провёл за клуб 37 матчей.
В январе 2012 года южнокорейский полузащитник стал игроком катарского клуба «Лехвия». Нам Тхэ Хи впервые сыграл за новую команду 1 января 2012 года в матче чемпионата Катара против «Аль-Харитийата». Полузащитник вышел на замену на 63-й минуте встречи вместо Мохаммеда Разака. Первый гол в Лиге звёзд полузащитник забил 19 января 2012 года в ворота «Аль-Ахли». По итогам сезона «Лехвия» стала чемпионом Катара.
Нам Тхэ Хи выступал за катарскую команду и в азиатской Лиге чемпионов 2011. Полузащитник провёл в турнире 6 матчей и забил 1 гол.

### В сборной
Нам Тхэ Хи дебютировал в национальной сборной 7 июня 2011 года в товарищеском матче со сборной Ганы. Полузащитник принимал участие в матчах отборочного турнира к чемпионату мира 2014.
В составе олимпийской сборной Южной Кореи Нам Тхэ Хи участвовал в олимпийском футбольном турнире 2012, где сыграл все 6 матчей и завоевал вместе с командой бронзовые медали.

## Статистика

### Клубная
| Клуб                 | Сезон   | Национальный чемпионат | Национальный чемпионат | Национальный чемпионат | Национальные кубки | Национальные кубки | Континентальные кубки | Континентальные кубки | Всего | Всего |
| Клуб                 | Сезон   | Лига                   | Игры                   | Голы                   | Игры               | Голы               | Игры                  | Голы                  | Игры  | Голы  |
| -------------------- | ------- | ---------------------- | ---------------------- | ---------------------- | ------------------ | ------------------ | --------------------- | --------------------- | ----- | ----- |
| Валансьен            | 2009/10 | Лига 1                 | 6                      | 0                      | 1                  | 0                  | 0                     | 0                     | 7     | 0     |
| Валансьен            | 2010/11 | Лига 1                 | 18                     | 0                      | 3                  | 0                  | 0                     | 0                     | 21    | 0     |
| Валансьен            | 2011/12 | Лига 1                 | 13                     | 0                      | 0                  | 0                  | 0                     | 0                     | 13    | 0     |
| Всего за «Валансьен» |         |                        | 37                     | 0                      | 4                  | 0                  | 0                     | 0                     | 41    | 0     |
| Лига                 | Игры    | Голы                   | Игры                   | Голы                   | Игры               | Голы               | Игры                  | Голы                  |       |       |
| Лехвия               | 2011/12 | Лига звёзд             | 10                     | 5                      | 0                  | 0                  | 6                     | 1                     | 16    | 6     |
| Лехвия               | 2012/13 | Лига звёзд             | 17                     | 5                      | 0                  | 0                  | 0                     | 0                     | 17    | 5     |
| Всего за «Лехвию»    |         |                        | 27                     | 10                     | 0                  | 0                  | 6                     | 1                     | 33    | 11    |
| Всего                |         |                        | 64                     | 10                     | 4                  | 0                  | 6                     | 1                     | 74    | 11    |

### Международная
| Матчи Нам Тхэ Хи за сборную Южной Кореи | Матчи Нам Тхэ Хи за сборную Южной Кореи | Матчи Нам Тхэ Хи за сборную Южной Кореи | Матчи Нам Тхэ Хи за сборную Южной Кореи | Матчи Нам Тхэ Хи за сборную Южной Кореи | Матчи Нам Тхэ Хи за сборную Южной Кореи | Матчи Нам Тхэ Хи за сборную Южной Кореи |
| --------------------------------------- | --------------------------------------- | --------------------------------------- | --------------------------------------- | --------------------------------------- | --------------------------------------- | --------------------------------------- |
| №                                       | Дата                                    | Соперник                                | Счёт                                    | Голы Нам Тхэ Хи                         | Турнир                                  |                                         |
| 1                                       | 7 июня 2011                             | Гана                                    | 2:1                                     | —                                       | Товарищеский матч                       |                                         |
| 2                                       | 2 сентября 2011                         | Ливан                                   | 6:0                                     | —                                       | Отборочный матч ЧМ—2014                 |                                         |
| 3                                       | 6 сентября 2011                         | Кувейт                                  | 1:1                                     | —                                       | Отборочный матч ЧМ—2014                 |                                         |
| 4                                       | 7 октября 2011                          | Польша                                  | 2:2                                     | —                                       | Товарищеский матч                       |                                         |
| 5                                       | 11 октября 2011                         | ОАЭ                                     | 2:1                                     | —                                       | Отборочный матч ЧМ—2014                 |                                         |
| 6                                       | 11 ноября 2011                          | ОАЭ                                     | 2:0                                     | —                                       | Отборочный матч ЧМ—2014                 |                                         |
| 7                                       | 15 ноября 2011                          | Ливан                                   | 1:2                                     | —                                       | Отборочный матч ЧМ—2014                 |                                         |
| 8                                       | 31 мая 2012                             | Испания                                 | 1:4                                     | —                                       | Товарищеский матч                       |                                         |
| 9                                       | 8 июня 2012                             | Катар                                   | 4:1                                     | —                                       | Отборочный матч ЧМ—2014                 |                                         |
| 10                                      | 12 июня 2012                            | Ливан                                   | 3:0                                     | —                                       | Отборочный матч ЧМ—2014                 |                                         |

## Достижения

### Клубные
- Чемпион Катара (2): 2011/12, 2016/17

### Международные
- Бронзовый призёр Летних Олимпийских игр: 2012